# The Way We Were (Lied)
The Way We Were ist ein Lied, das im Jahr 1973 von Alan Bergman, Marilyn Bergman und Marvin Hamlisch geschrieben und komponiert wurde. In der von Barbra Streisand gesungenen Version wurde es als Titellied für den gleichnamigen Film verwendet. Das Lied gewann 1974 den Oscar für das Beste Lied. In den Billboard Hot 100 50th Anniversary Charts erreichte das Lied Platz 90.
Das Lied erreichte als Barbra Streisands erste Veröffentlichung Platz eins der US-amerikanischen Billboard Hot 100-Charts und wurde in verschiedenen von Barbra Streisand gesungenen Versionen veröffentlicht.

## Kommerzieller Erfolg

### Chartplatzierungen
| ChartsChartplatzierungen       | Höchstplatzierung | Wochen |
| ------------------------------ | ----------------- | ------ |
| Vereinigte Staaten (Billboard) | 1 (23 Wo.)        | 23     |
| Vereinigtes Königreich (OCC)   | 31 (6 Wo.)        | 6      |

| ChartsJahrescharts (1974)      | Platzierung |
| ------------------------------ | ----------- |
| Vereinigte Staaten (Billboard) | 1           |

### Auszeichnungen für Musikverkäufe
| Land/Region                  | Auszeichnungen für Musikverkäufe (Land/Region, Auszeichnung, Verkäufe) | Verkäufe  |
| ---------------------------- | ---------------------------------------------------------------------- | --------- |
| Australien (ARIA)            | Gold                                                                   | 35.000    |
| Vereinigte Staaten (RIAA)    | Platin                                                                 | 2.000.000 |
| Vereinigtes Königreich (BPI) | Silber                                                                 | 250.000   |
| Insgesamt                    | 1× Silber · 1× Gold · 1× Platin ·                                      | 2.235.000 |

Hauptartikel: Barbra Streisand/Auszeichnungen für Musikverkäufe

## Weitere Coverversionen
Das Lied wurde vielfach gecovert, unter anderem von Gladys Knight & the Pips, die damit Platz 11 der Billboard Hot 100 erreichten. Weitere Coverversionen stammen von Maynard Ferguson, Doris Day, Shirley Bassey, Donna Summer, Mireille Mathieu, Vicky Leandros, Perry Como, Barry Manilow, Sonny Stitt, Charlie Byrd, Mercer Ellington, Jimmy Scott, George Shearing, Johnny Hartman, Buddy Rich, Helen Merrill, Don Friedman, Dorothy Donegan, Me first and the Gimme Gimmes und vielen anderen.